# Louis-Julien de Roujoux
Louis-Julien de Buxeuil, baron de Roujoux, né à Landerneau le 20 mai 1753 et mort à Brest le 1er février 1829, est un homme de loi et homme politique français, sous la Révolution et le Premier Empire.

## Biographie

### Famille
Il descend d'une ancienne famille bourgeoise, de marchand drapier originaire de Sedan au XVIe siècle.
Fils de Michel-Louis de Roujoux, écuyer, seigneur de Buxeuil, et de dame Françoise Le Vaillant de Penanrun[réf. nécessaire], il est le père de Prudence-Guillaume de Roujoux.

### Sous la Révolution
Il embrasse tout d'abord la carrière d'avocat au Parlement de Bretagne et exerça au siège présidial de Landerneau. La réputation qu'il acquiert rapidement détermineront ses concitoyens à le choisir comme lieutenant-maire (1780). Ce fut en cette qualité qu'il se présente comme député du Tiers aux États de Bretagne en 1789. Il est un des premiers à y demander l'égale répartition des impôts territoriaux. Commissaire du roi près le district de Landerneau en 1790, il est ensuite élu député du Finistère à l'Assemblée législative (11 septembre 1791), le 5e sur 8, par 235 voix sur 412 votants). Il siégea parmi les modérés, fit partie du comité de la marine, proposa (20 octobre) une adresse au peuple sur la tolérance religieuse et demanda que la loi contre les émigrés n'atteignît pas les fonctionnaires.
Après la session, il fut élu (11 septembre 1792) accusateur public près le tribunal criminel de Quimper.
Élu en 1792 à la Convention nationale, Roujoux refuse d'y siéger. Toutefois, il ne se borne pas à une désapprobation silencieuse de la marche des affaires ; et lorsqu'à la suite du coup d'État du 31 mai les départements de l'Ouest s'insurgent contre la Convention, il fut délégué en juin suivant au comité de résistance fédéraliste de Caen. Il se réunit à Caen au marquis de Puisaye et au général Wimpffen, et comme président de la commission centrale dont il rédige et signe tous les actes, il dirige les Bretons dans l'entreprise qui vient avorter à Pacy-sur-Eure lors de la Bataille de Brécourt.
Roujoux, mis hors la loi par un décret spécial de la Convention, parvient à s'échapper et se tient caché jusqu'à la chute de Robespierre.
Quelques mois après, le 18 décembre 1794 (28 frimaire an III), un arrêté du représentant Boursault, confirmé le 7 janvier 1795 (18 nivôse an III) par ses collègues Guermeur et Guezno, autorise Roujoux à rentrer dans ses foyers. Il reprend ses fonctions d'accusateur public auprès du tribunal criminel du Finistère, fonctions qu'il avait abandonnées le 1er octobre 1793 quand il avait échappé aux poursuites d'un gendarme envoyé de Quimper à Landerneau pour se saisir de sa personne. Pendant qu'il était fugitif, ses biens avait été vendus nationalement. Aussi afin d'atténuer le préjudice causé, l'arrêté du 7 mars 1795 lui accorde son traitement d'accusateur public depuis le 1er octobre 1793.
Élu au Conseil des Anciens (24 germinal an IV (13 avril 1796)), il y fait divers rapports sur les ports maritimes et ne manque pas d'éloges sur les armées françaises à l'occasion de leurs victoires en Italie. Il ne prend aucune part au coup d'État du 18 brumaire.

### Sous le Consulat et l'Empire
Il est nommé cependant immédiatement au Tribunat lors de sa création (décembre 1799). Il y appuya l'organisation de tribunaux spéciaux, combattit le projet de loi sur l'instruction criminelle et fit partie de la commission du Concordat. En avril 1802, il se démet de ses fonctions de tribun et est nommé préfet du département de Saône-et-Loire (23 germinal an X), où son administration est marquée par plusieurs établissements utiles, entre autres des quais dont il obtient la construction aux frais de l'État dans les villes de Tournus, Chalon-sur-Saône et Mâcon. Au cours de cette période (1802-1815), il entretint une abondante correspondance avec le général Thiard, qu'il fit entrer au conseil général de Saône-et-Loire (1802). « J'aurais voulu être soldat de la Grande Armée : je n'étais que préfet d'un département […]. J'ai fait mon devoir mais un devoir obscur et il n'y a pas là une petite feuille des lauriers d'Austerlitz. » lui écrit-il le 14 janvier 1806.
Légionnaire (25 prairial an XII (14 juin 1804)) puis officier de la Légion d'honneur (25 germinal an XIII (15 avril 1805)), il fut créé baron de Roujoux et de l'Empire le 11 juin 1810 avec droit de transmission à son fils.
En 1805, il avait reçu dans son département le pape Pie VII, qui passa la semaine sainte à Chalon.

### Sous la Restauration
Dans le mois de mars 1814, il fait des efforts inutiles pour défendre son département contre l'invasion étrangère. À la première Restauration, il n'occupe aucun emploi, mais le roi Louis XVIII lui accorde une pension de 6 000 francs. Rappelé dans l'administration pendant les Cent-Jours, il est nommé successivement préfet du Pas-de-Calais (6 avril 1815) puis d'Eure-et-Loir (17 mai 1815).
À la seconde Restauration, il perd ses emplois pour avoir accepté du service durant les Cent-Jours et sa pension est réduite de moitié le 23 février 1816. Il réclama vainement contre cette mesure et n'obtint pas davantage d'être replacé comme préfet ainsi qu'il le demanda à plusieurs reprises notamment en août 1815 et en 1818. Sa pension lui sera rendue en totalité en 1820.

### Le poète
Après cette époque, il n'exerce aucun emploi public, et se retire à Brest, où jusqu'à sa mort le 1er février 1829, il consacre ses loisirs à la peinture et à des travaux littéraires, qui portent le cachet d'une philosophie aussi douce qu'éclairée. Doué d'un esprit aimable et gai, Roujoux a composé des Poésies fort agréables, insérées dans divers recueils, entre autres la romance longtemps attribuée à Duval et qui commence par ces vers :
« Si nous vivions comme vivaient nos pères, etc. »
Nous connaissons de lui une bluette intitulée La paix, divertissement mêlé de couplets par le citoyen Boujoux, accusateur public du Finistère, Quimper, Y.-J.-L. Derrien, an VI. L'un des personnages est Arlequin, habitant Kerfeunteun, près de Quimper, où l'auteur a placé la scène.

## Armoiries
| Figure | Blasonnement |
|        | Armes du baron Roujoux et de l'Empire (1810) Écartelé : au I de sable au cerf couché d'or ; au II du quartier des barons préfets ; au III de pourpre à la tour d'or ailée d'argent et accostée en chef de deux mouchetures d'hermine de sable ; au IV d'azur à deux épées d'argent passées en sautoir, senestrées de trois roses rangées en pal. |

Présentes dans l’armorial de Bretagne de 1696, les armoiries parlantes sont attribuées d’office par d’Hozier, à Jean son arrière-grand-père (d’argent à une écrevisse de gueules), et celles de David (cousin de Jean) son arrière-grand-oncle (d'azur à deux épées en sautoir d'argent, accostés à senestre de trois roses de même posées en pal).

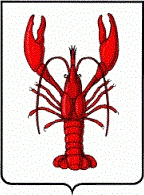
Jean de Roujoux.

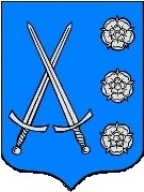
David de Roujoux (branche cadette).

Sur la gauche, le blason de la branche de Bretagne et à droite le blason de la branche cadette de Sedan.